# العلاقات الإيطالية البالاوية
العلاقات الإيطالية البالاوية هي العلاقات الثنائية التي تجمع بين إيطاليا وبالاو.

## مقارنة بين البلدين
هذه مقارنة عامة ومرجعية للدولتين:
| وجه المقارنة                                              | إيطاليا                                                  | بالاو                         |
| --------------------------------------------------------- | -------------------------------------------------------- | ----------------------------- |
| المساحة (كم2)                                             | 301.34 ألف                                               | 465                           |
| عدد السكان (نسمة)                                         | 60.60 مليون                                              | 21.73 ألف                     |
| الكثافة السكانية (ن./كم²)                                 | 201.1                                                    | 4.67 ألف                      |
| العاصمة                                                   | روما، فلورنسا، تورينو                                    | نغيرولمود، كورور              |
| اللغة الرسمية                                             | اللغة الإيطالية                                          | لغة إنجليزية، اللغة البالاوية |
| العملة                                                    | يورو، ليرة إيطالية                                       | دولار أمريكي                  |
| الناتج المحلي الإجمالي (بليون دولار)                      | 1.93 تريليون                                             | 291.54 مليون                  |
| الناتج المحلي الإجمالي (تعادل القوة الشرائية) بليون دولار | 2.26 تريليون                                             | 326.12 مليون                  |
| الناتج المحلي الإجمالي الاسمي للفرد دولار أمريكي          | 29.96 ألف                                                | 13.50 ألف                     |
| الناتج المحلي الإجمالي للفرد دولار أمريكي                 | 35.46 ألف                                                | 14.76 ألف                     |
| مؤشر التنمية البشرية                                      | 0.873                                                    | 0.780                         |
| رمز المكالمات الدولي                                      | +39                                                      | +680                          |
| رمز الإنترنت                                              | .it                                                      | .pw                           |
| المنطقة الزمنية                                           | توقيت وسط أوروبا، ت ع م+01:00، ت ع م+02:00، أوروبا/روما ‏ | ت ع م+09:00                   |

## منظمات دولية مشتركة
يشترك البلدان في عضوية مجموعة من المنظمات الدولية، منها:
| علم المنظمة | اسم المنظمة                        | تاريخ انضمام إيطاليا | تاريخ انضمام بالاو |
| ----------- | ---------------------------------- | -------------------- | ------------------ |
|             | مؤسسة التنمية الدولية              | 24 سبتمبر 1960       | 16 ديسمبر 1997     |
|             | الأمم المتحدة                      | 14 ديسمبر 1955       | 15 ديسمبر 1994     |
|             | البنك الدولي للإنشاء والتعمير      | 27 مارس 1947         | 16 ديسمبر 1997     |
|             | بنك التنمية الآسيوي                | 1966                 | 2003               |
|             | منظمة حظر الأسلحة الكيميائية       | ?                    | ?                  |
|             | مؤسسة التمويل الدولية              | 27 ديسمبر 1956       | 16 ديسمبر 1997     |
|             | وكالة ضمان الاستثمار متعدد الأطراف | 29 أبريل 1988        | 16 ديسمبر 1997     |
|             | يونسكو                             | ?                    | 20 سبتمبر 1999     |

## وصلات خارجية
- موقع وزارة الخارجية الإيطالية